# Айві Кінг
Айві Кінг (англ. Ivy King) — найбільша ядерною бомбою чистого поділу, яку будь-коли випробували Сполучені Штати. Бомба була випробувана під час адміністрації Трумена в рамках операції «Айві». Ця серія випробувань передбачала розробку дуже потужної ядерної зброї у відповідь на ядерну програму Радянського Союзу.
При виробництві Айві Кінг поспішали, щоб бути готовим на випадок, якщо його дочірній проект, Айві Майк, зазнає невдачі у своїй спробі досягти термоядерної реакції. Тест Айві Кінг насправді відбувся через два тижні після тесту Майка. На відміну від бомби Майка, пристрій Айві Кінг теоретично міг бути доданий до ядерного арсеналу Сполучених Штатів, оскільки він був розроблений для доставки повітрям.
16 листопада 1952 року об 11:30 за місцевим часом (23:30 GMT) бомбардувальник B-36H скинув бомбу над точкою на висоті 610 сетрів на північ від острова Руніт на атолі Еніветак, що призвело до вибуху потужністю 500 кілотонн на висоті 450 метрів. Висота тропопаузи на момент детонації становила близько 18 км. Вершина хмари Кінга досягала приблизно 23 км з основою гриба приблизно 12 км.

## Галерея

Тест Кінга, з висоти пташиного польоту.
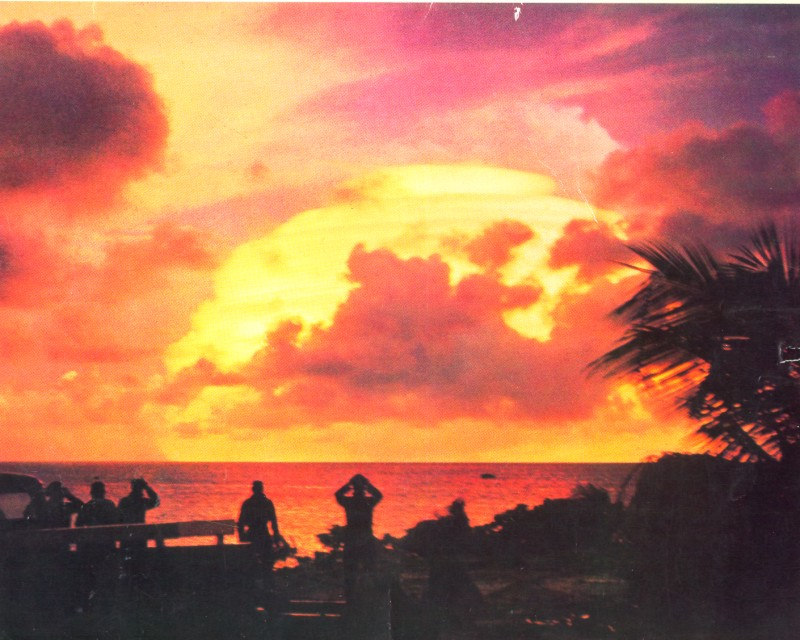
Віддалений вид на берегову лінію.
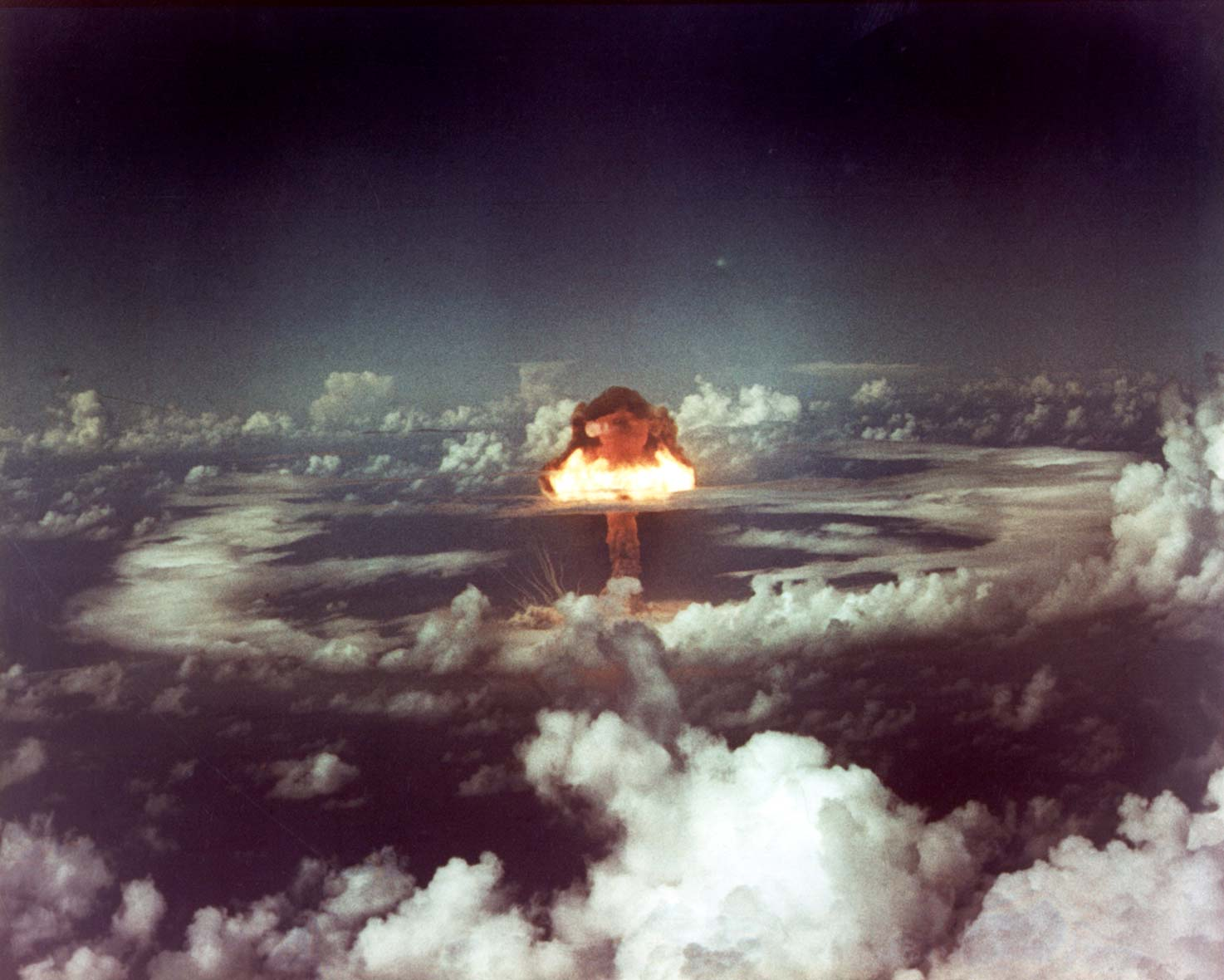